# Startlauf
Der Startlauf ist die erste Phase des Starts. Das ist die Beschleunigung eines Luftfahrzeugs auf der Startbahn vom völligen Stillstand bis zum Rotieren (Fluglageänderung bzgl. der Querachse, also Heben der Nase und Senken des Hecks).

## Länge
Die Länge des Startlaufs hängt vom Flugzeugtyp, dem Gewicht des Flugzeugs, der Konfiguration (Auftriebshilfen, »Landeklappen«), der Höhe des Startflugplatzes und den Wind- und Wetterbedingungen (Luftdruck) ab. Hersteller wie Boeing und Airbus geben dafür technische Spezifikationen heraus (siehe Weblinks). Beispielsweise beträgt die Startstrecke einer Boeing 737-700 bei maximalem Startgewicht unter Normalbedingungen 1830 Meter. Die Startstrecke eines Airbus A340 wird mit ca. 3000 Metern angegeben.

## Einteilung
Während des Startlaufs müssen die Flugzeugführer die Systeme des Flugzeugs und die Ausrichtung des Flugzeugs entlang der Mittellinie der Startbahn überwachen. Vor dem Start werden zur Planung des Startlaufs aus den oben genannten Parametern Richtgeschwindigkeiten berechnet, zum Beispiel die Entscheidungsgeschwindigkeit für einen Startabbruch V1, die Rotationsgeschwindigkeit VR, bei der das Bugrad von der Startbahn abhebt und das Flugzeug um das Hauptfahrwerk rotiert und die Abhebegeschwindigkeit Vlof (von „lift off“), bei der das Hauptfahrwerk und somit das Flugzeug von der Startbahn abhebt.